# 姜保国
姜保国（1961年4月—），男，汉族，辽宁丹东人，中国骨科学家，深圳大学医学部主任、深圳大学总医院院长，北京大学人民医院教授、博士生导师，中国工程院院士。

## 生平
1979年在中国医科大学学习，获学士、硕士学位。1988年赴北京医科大学攻读博士，先后师从李吉教授、冯传汉教授和王澍寰教授，期间作为首批中日联合培养博士赴日本新潟大学留学。
1992年获得博士学位后到北京大学人民医院工作，先后担任北京大学人民医院创伤骨科主任，北京大学创伤医学中心主任，北京大学骨科学系主任等职务。2016年1月，任北京大学人民医院院长。2019年12月，任国家创伤医学中心主任。2022年1月，卸任北京大学人民医院院长。
2022年10月，南下深圳，出任深圳大学医学部主任。2023年3月，兼任深圳大学总医院院长。

## 成果
长期从事创伤外科临床救治，担任中国创伤救治联盟主席，牵头开展的“中国严重创伤救治规范的建立与推广”项目于2016年获得中国国家科学技术进步奖二等奖。
2006年获得国家杰出青年科学基金资助，2021年当选中国工程院院士。